# Bakonytamási
Bakonytamási is een plaats (község) en gemeente in het Hongaarse comitaat Veszprém. Bakonytamási telt 699 inwoners (2001).